# Welizar Wełkow
Welizar Iwanow Wełkow (bułg. Велизар Иванов Велков) – bułgarski archeolog, profesor.

## Życiorys

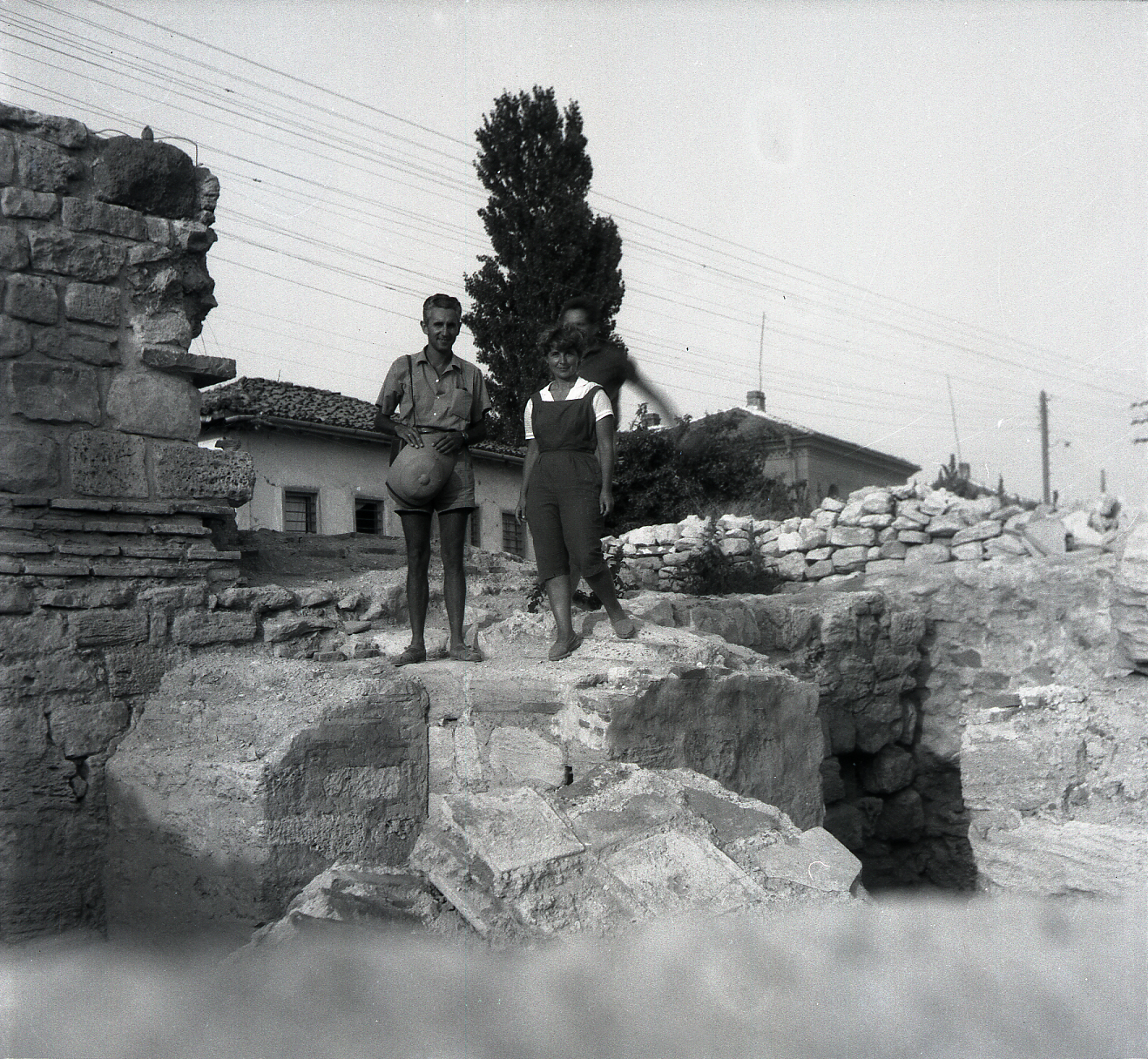
Welizar Wełkow i Luba Ognenowa w Nesebyrze w latach 60.

Welizar Wełkow urodził się 18 maja 1928 roku w Sofii. Był synem archeologa Iwana Wełkowa (1891–1958). Uczył się w Pierwszym Męskim Gimnazjum w Sofii, a w latach 1946–1950 studiował na Uniwersytecie Sofijskim filologię klasyczną, specjalizując się w archeologii i starożytnej historii.

### Kariera naukowa
Po ukończeniu studiów w 1950 roku został przyjęty jako doktorant na Uniwersytecie Sofijskim, a w 1954 roku obronił rozprawę doktorską pt. „Miasto i wieś w Tracji i Dacji w IV–VI wieku”, uzyskując stopień naukowy kandydata nauk historycznych.
W 1955 roku Welizar Wełkow rozpoczął pracę jako pracownik naukowy w Narodowym Instytucie Archeologicznym przy Bułgarskiej Akademii Nauk. W tym samym roku został także zatrudniony jako wykładowca historii starożytnej na Uniwersytecie Sofijskim.
W latach 60' razem z Lubą Ognenową prowadził podwodne badania rejonu bułgarskiego Morza Czarnego w Nesebyrze.
W 1961 roku uzyskał tytuł docenta, a w 1970 roku – profesora. Od 1979 do 1990 roku kierował katedrą historii starożytnej i średniowiecznej w Wydziale Historycznym Uniwersytetu Sofijskiego.
Był współzałożycielem Uniwersytetu Wielkotyrnowskiego, gdzie w latach 1964–1975 pełnił funkcję docenta i profesora, a w latach 1968–1972 kierował katedrą historii starożytnej i średniowiecznej.
Od 1971 do 1989 roku był zastępcą dyrektora Narodowego Instytutu Archeologicznego z Muzeum w Sofii, a w latach 1989–1993 pełnił funkcję jego dyrektora. W latach 1990–1993 był redaktorem naczelnym czasopisma Archeołogija. W latach 1991–1993 był wiceprzewodniczącym Bułgarskiej Akademii Nauk. W trakcie badań przeprowadzonych przez Komisję ds. Archiwów w latach 2014 i 2018 ustalono, że Welizar Wełkow współpracował z służbami bezpieczeństwa.

## Pamięć
Ulica w dzielnicy „Manastirski liwadi” w Sofii została nazwana imieniem Welizara Wełkowa.

## Inne
- W 2009 roku Narodowy Instytut Archeologiczny z Muzeum (NAIM) wydał zbiór artykułów poświęconych pamięci profesora Wełkowa[3].
- Jego imię nosi Studencki Klub Historyczno-Archeologiczny „Prof. Welizar Welkow” przy Uniwersytecie w Płowdiwie „Paisij Chilendarski”.